# Gösta af Geijerstam

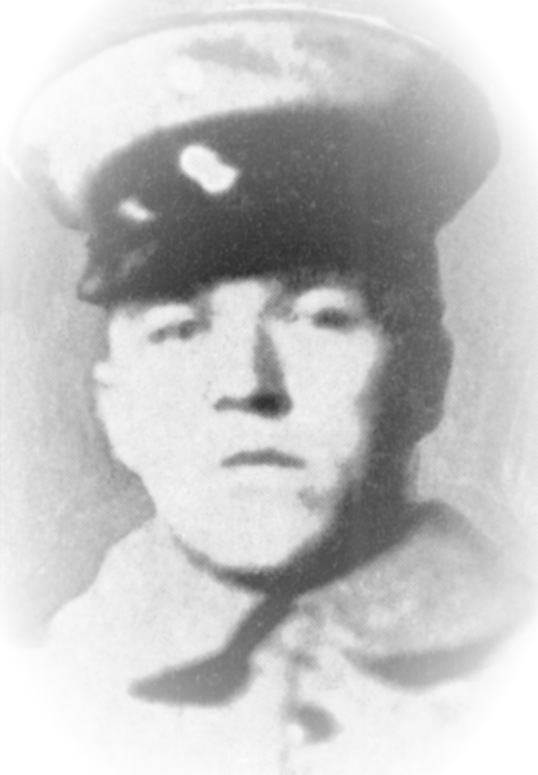
Gustaf (Gösta) af Geijerstam

Gustaf (Gösta) af Geijerstam, född 22 augusti 1888 i Stockholm, död 20 augusti 1954, var en svensk-norsk författare målare och illustratör.
Han var son till författaren Gustaf af Geijerstam av släkten af Geijerstam och Nennie Valenkamph och från 1915 gift med sångaren Astri Smith (1885-1972) som var dotter till utskiftningsassistenten Ernst Hadeler Smith (1847-1891).
Geijerstam studerade måleri för Carl Wilhelmson vid Valands målarskola i Göteborg och under studieresor till München, Paris och Berlin. Han var från 1905 bosatt i Norge och debuterade där som författare 1916. Som konstnär har han medverkat i ett flertal samlingsutställningar i olika norska städer. Bland hans offentliga arbeten märks utsmyckningen för de katolska kyrkorna i Haugesund, Tromsø och Sticklestad utanför Trondheim. Som illustratör illustrerade han sin egen bok Ormgutten, Roald og jeg 1922 och han illustrerade även böcker för Sigrid Undset och Mikkjel Fønhus. Hans konst består av figursaker och norska fjällandskap i olja eller akvarell.